# Francesca Bria
Francesca Bria (Roma, 11 de noviembre de 1977) es experta y asesora en políticas de digitalización y tecnologías de la información. 

## Biografía
Formada en Ciencias sociales y Economía, es doctora por el Imperial College y máster en negocio electrónico e innovación por la University College de Londres, Birkbeck. Ha sido investigadora y profesora asociada del Imperial College Business School de Londres.
Hasta 2016 fue directora del proyecto de la fundación británica Nesta. Más tarde, entre 2017 y 2019, trabajó en el Ayuntamiento de Barcelona como comisionada de Tecnología e Innovación Digital.
En 2019 pasó a presidir el Italian National Innovation Fund y en 2021 fue nombrada consejera de la nueva Bauhaus Europea, el proyecto de la presidenta de la Comisión, Ursula von der Leyen, para reactivar la UE a través de la cultura. Compartió mesa con creadores como el artista Olafur Eliasson o los arquitectos Shigeru Ban y Bjarke Ingels.